# Агапит (Скворцов)
Ага́пит (в миру Александр Скворцов; 1750-е — 1811) — священник Русской православной церкви, игумен.

## Биография
Александр Скворцов родился в 1750-х годах. В 1782 году был пострижен в монашество с именем Агапит. Был назначен учителем риторики в Троицкую духовную семинарию.
С 1785 года был учителем пиитики в Перервинской семинарии. В 1787 году стал настоятелем Николо-Перервинского монастыря и префектом (инспектором) семинарии, а также проповедником в Славяно-греко-латинской академии.
С 20 декабря 1789 года — игумен Старо-Голутвина монастырь. В 1795-1796 годах был инспектором Коломенской духовной семинарии.
С 1801 года — ректор Воронежской, затем — Тверской духовной семинарии, а затем настоятель Трегуляевского Иоанно-Предтеченского монастыря Тамбовской епархии. С 1804 года — архимандрит Бежецкого Антониево-Николаевского монастыря. В 1805 году был уволен на покой.
Скончался в 1811 году.
Перевёл с латинского «Исповедания (Confessiones) Блаженного Августина, епископа Иппонийского», изданные в Москве в 1787 году.